# Great Thurlow
Great Thurlow est un village et une paroisse civile du Suffolk, en Angleterre.